# Palazzo Piscicelli
Il Palazzo Piscicelli era un edificio monumentale di Napoli situato nel vico Piscicelli, una stradina tra vico Scassacocchi e vico della Pace, nel quartiere San Lorenzo.
Il palazzo, che possedeva anche una cappella chiamata di Santa Maria di Mezzagosto, fu costruito negli ultimi anni del XIV secolo dall'architetto Giacomo De Santis. Fu riedificato nel 1470 dal nobile Bernardo Piscicelli che aveva ricevuto il palazzo dallo zio Nicola Piscicelli Vescovo di Salerno, come risulta da un'iscrizione (ora perduta) affissa al muro:
Il palazzo, già rudere nella metà dell'Ottocento, fu demolito durante il Risanamento. Della struttura originale angioina rimane oggi solo il portale collocato nel 1889 nel Palazzo Castriota Scanderbeg.
Il Chiarini ipotizza che il portale fosse della cappella di palazzo.